# Viola nephrophylla
Viola nephrophylla är en violväxtart som beskrevs av Edward Lee Greene. Viola nephrophylla ingår i släktet violer, och familjen violväxter. Utöver nominatformen finns också underarten V. n. nephrophylla.

## Bildgalleri

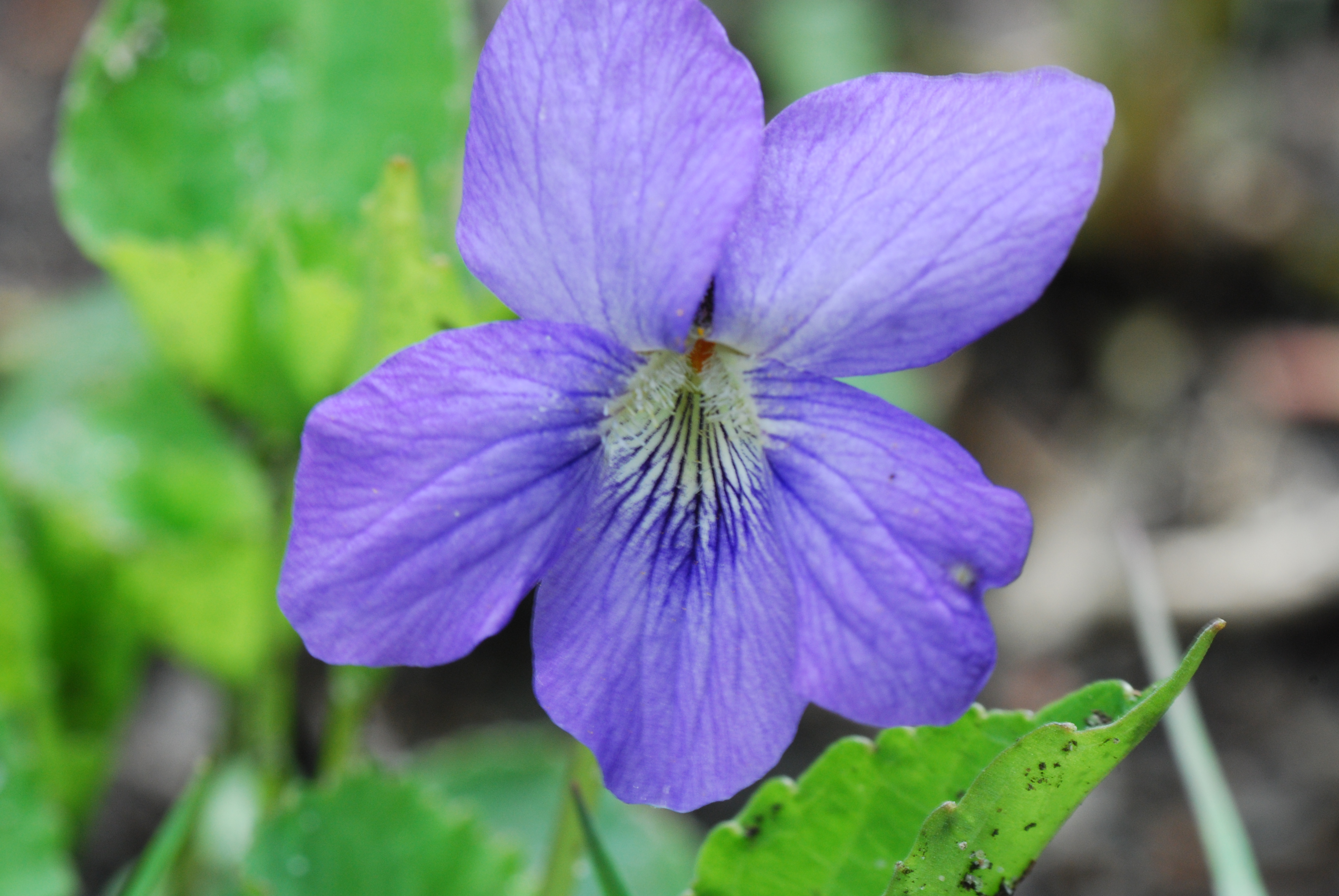
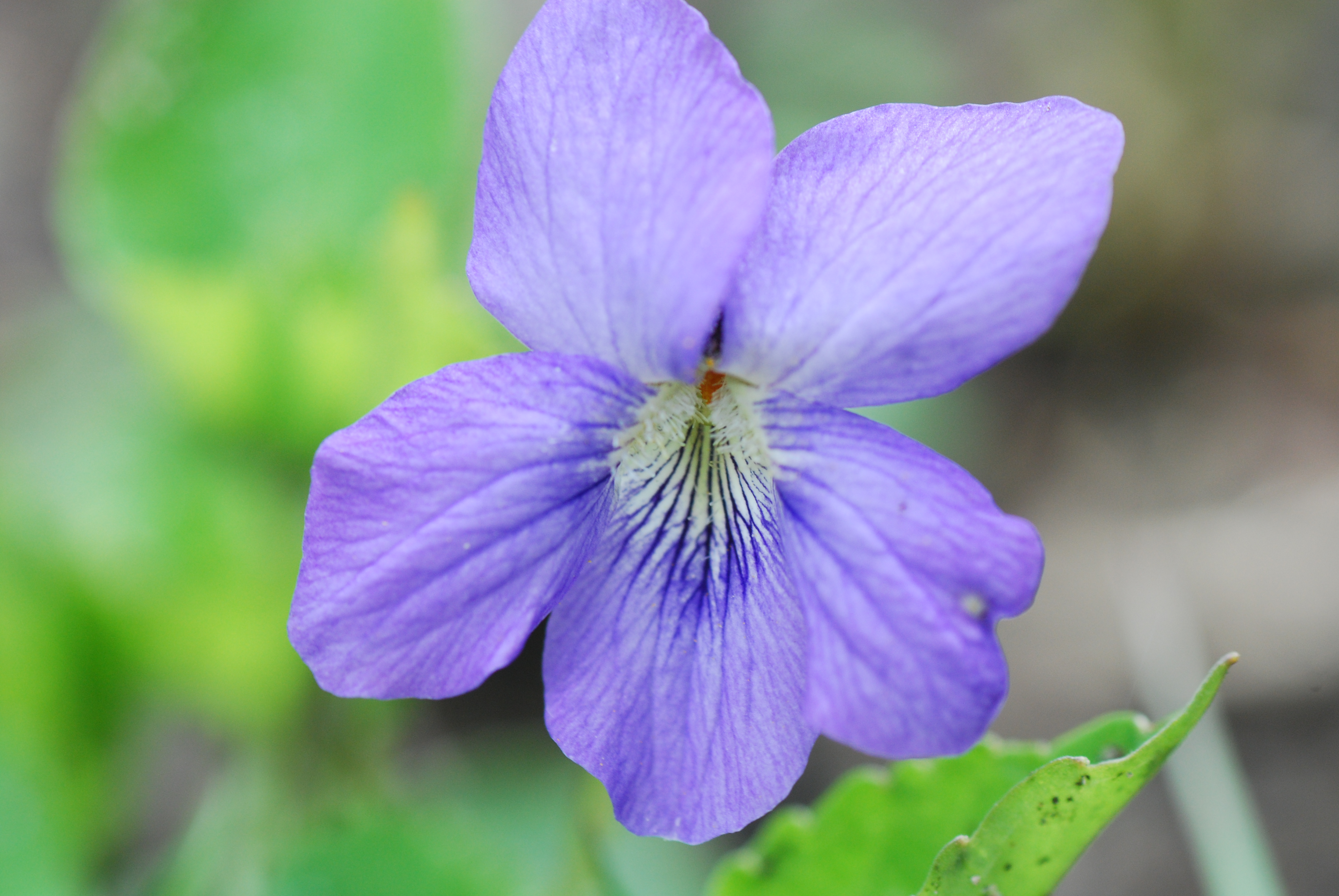
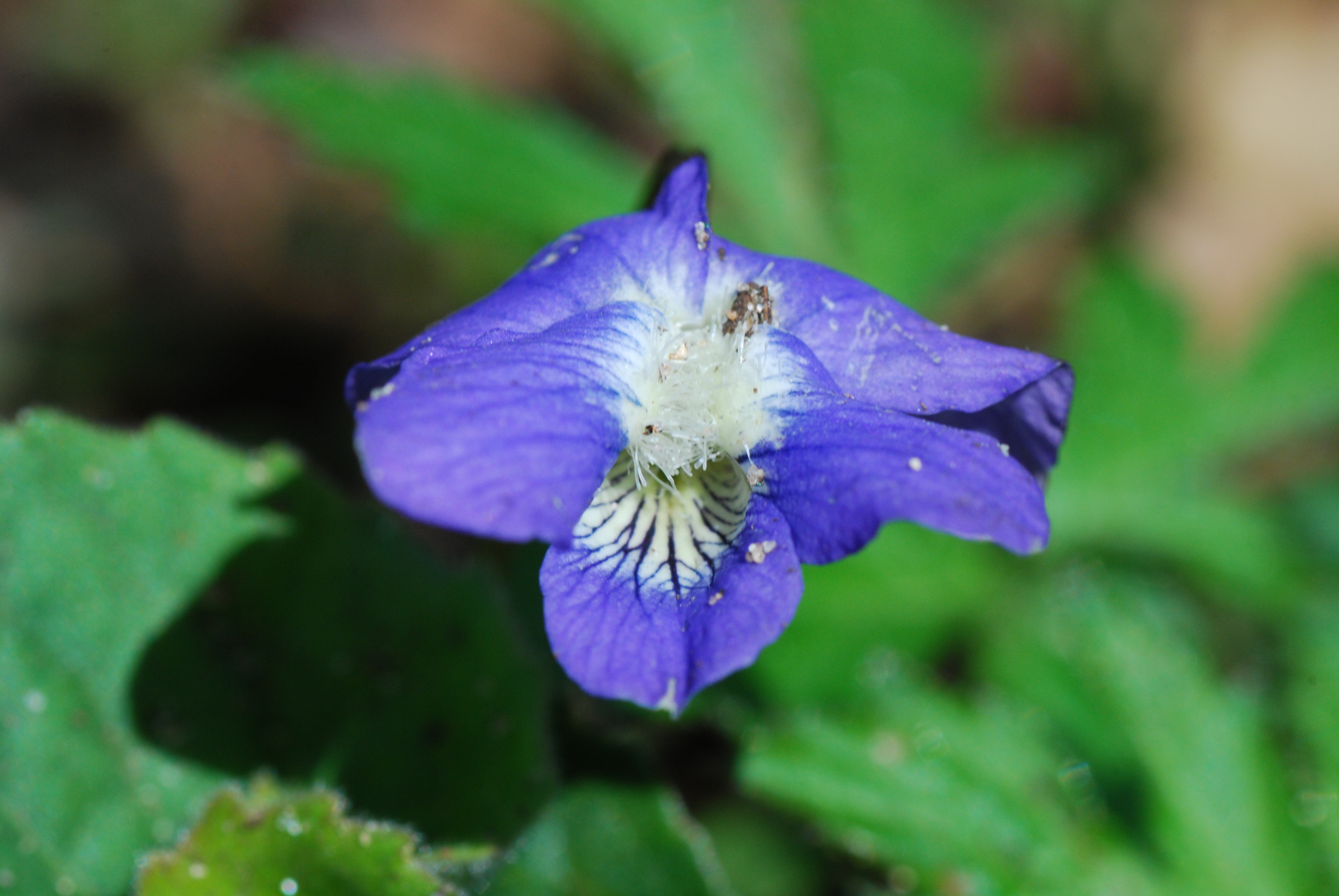
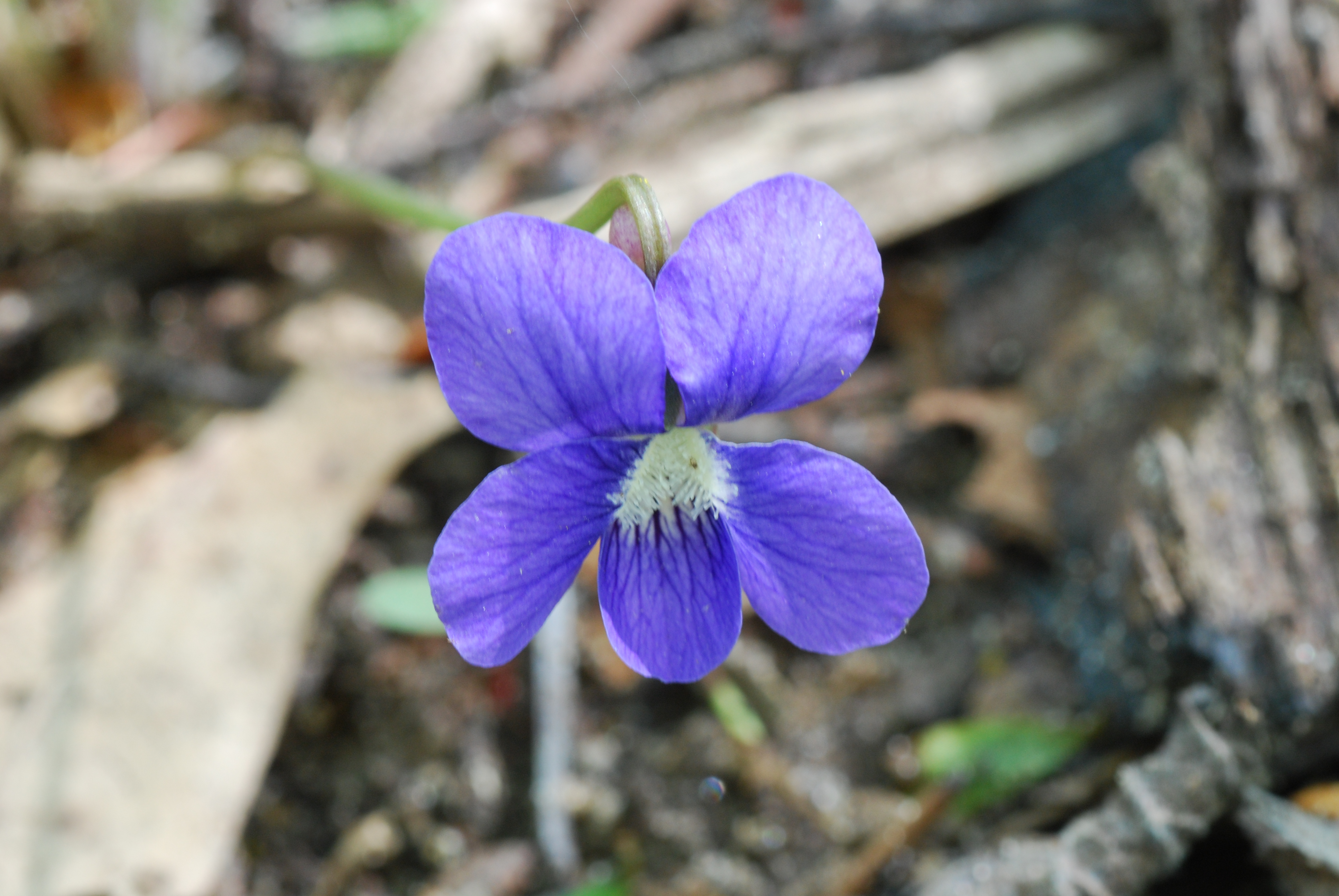
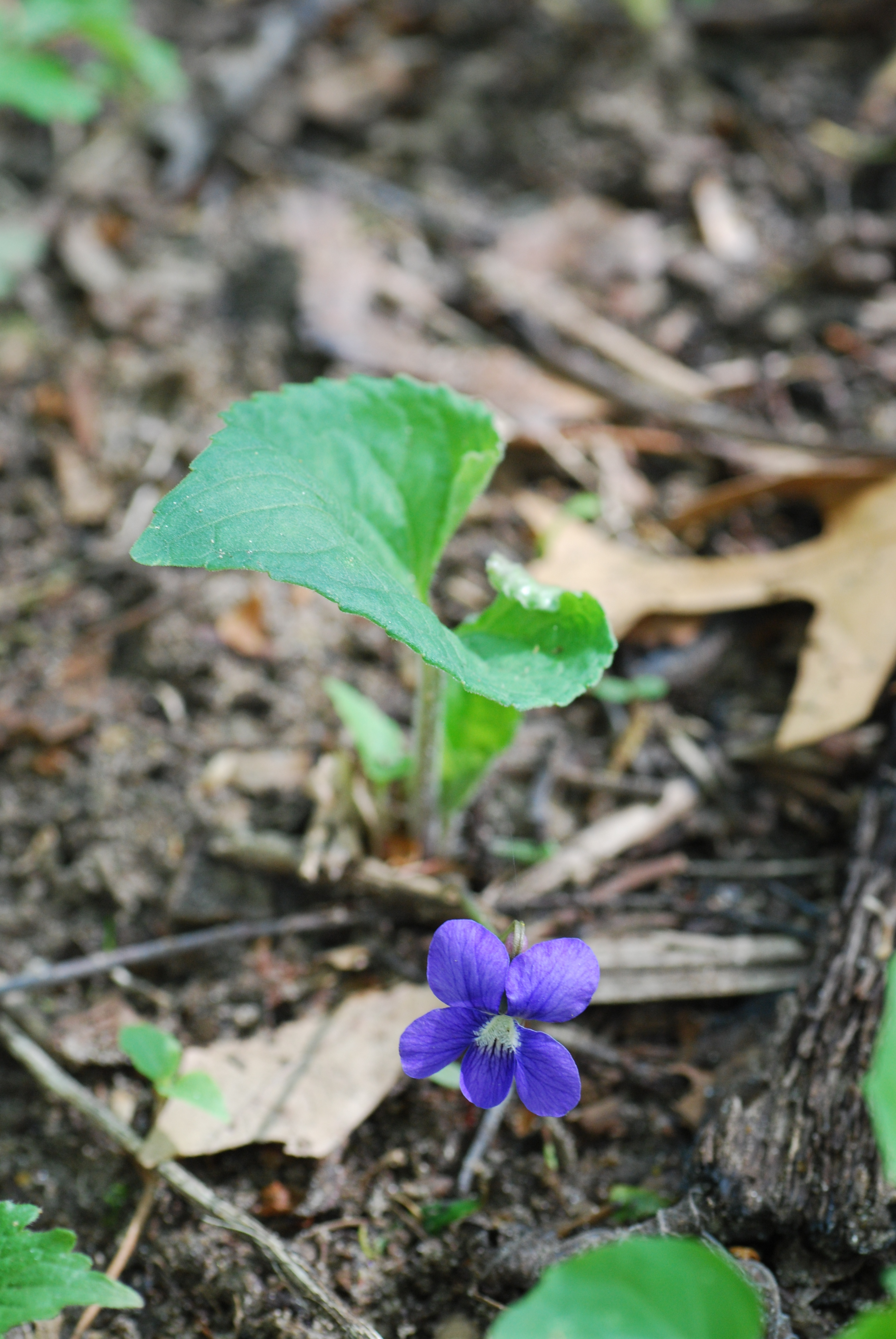
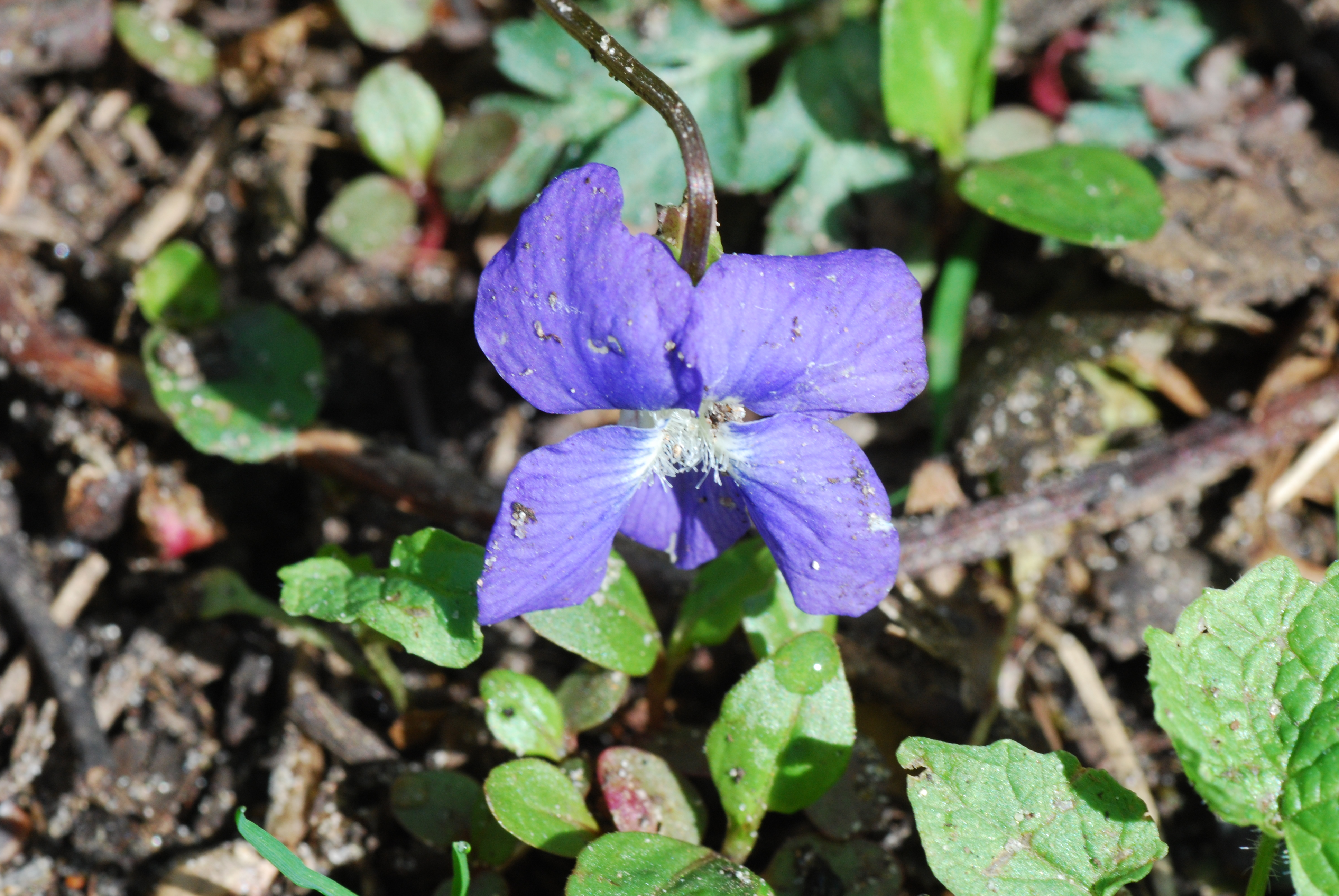